# Macropsis nigrosignatus
Macropsis nigrosignatus är en insektsart som beskrevs av Carl Stål 1858. Macropsis nigrosignatus ingår i släktet Macropsis och familjen dvärgstritar. Inga underarter finns listade i Catalogue of Life.